# Уайт, Джули
Джули Уайт (англ. Julie White, род. 4 июля 1961) — американская актриса, лауреат премии «Тони» в 2007 году.

## Биография
Джули Уайт родилась в Сан-Диего, Калифорния, а выросла на ранчо в Остине, штат Техас. Будучи подростком она начала выступать на местной сцене, а после переехала в Нью-Йорк и поступила во Фордхемский университет.
Уайт выступала во множестве постановок. В 1991 году она дебютировала на телевидении в эпизоде сериала «Закон и порядок», а в 1993 году получила постоянную роль подруги Бретт Батлер в ситкоме «Грейс в огне», где снималась до 1997 года. Также она известна по своей роли Джуди Уитвики в фильмах «Трансформеры» (2007), «Трансформеры: Месть падших» (2009) и «Трансформеры 3: Тёмная сторона Луны» (2011). На телевидении у Уайт также были заметные роли в сериалах «Клиент всегда мёртв» и «Закон и порядок: Специальный корпус». В 2012-13 годах Уайт имела постоянную роль в провальном ситкоме NBC «На старт!» с Мэттью Перри.
В 2007 году она выиграла премию «Тони» за лучшую женскую роль в пьесе за роль в The Little Dog Laughed. В 2015 году она номинировалась на «Тони» за лучшую женскую роль второго плана в пьесе за Airline Highway.

## Личная жизнь
С 1984 по 1990 год была замужем за Карлом Панделом. У них есть один ребёнок. В 2001 году вышла замуж за Кристофера Коннера, но они развелись в 2008 году.

## Избранная фильмография
| Год       |    | Русское название                      | Оригинальное название                                 | Роль                   |
| --------- | -- | ------------------------------------- | ----------------------------------------------------- | ---------------------- |
| 1991—1992 | с  | Закон и порядок                       | Law & Order                                           | Сэнди / официантка     |
| 1993—1997 | с  | Грейс в огне                          | Grace Under Fire                                      | Надин Свобода          |
| 1995      | тф | Хроники из жизни Хайди                | The Heidi Chronicles                                  | Фрэн                   |
| 1999      | с  | Прикосновение ангела                  | Touched by an Angel                                   | Молли Эйвери           |
| 2000      | с  | Военно-юридическая служба             | JAG                                                   | детектив Ванда Шиллинг |
| 2000      | с  | Сильное лекарство                     | Strong Medicine                                       | Кэтлин Кроуфорд        |
| 2001      | с  | Элли Макбил                           | Ally McBeal                                           | Мэриан                 |
| 2001—2002 | с  | Клиент всегда мёртв                   | Six Feet Under                                        | Митци Далтон Хантли    |
| 2002      | ф  | Шлёпни её, она француженка            | Slap Her… She’s French                                | Бутси Грейди           |
| 2003—2007 | с  | Закон и порядок: Специальный корпус   | Law & Order: Special Victims Unit                     | доктор Энн Морелла     |
| 2004      | с  | Спаси меня                            | Rescue Me                                             | доктор Голдберг        |
| 2005      | ф  | Война миров                           | War of the Worlds                                     | женщина                |
| 2006      | с  | Отчаянные домохозяйки                 | Desperate Housewives                                  | Аманда                 |
| 2007      | ф  | Трансформеры                          | Transformers                                          | Джуди Уитвики          |
| 2007      | ф  | Дневники няни                         | The Nanny Diaries                                     | Джейн Гулд             |
| 2007      | ф  | Майкл Клейтон                         | Michael Clayton                                       | миссис Грир            |
| 2009      | мф | Монстры против пришельцев             | Monsters vs Aliens                                    | Уэнди Мерфи            |
| 2009      | ф  | Трансформеры: Месть падших            | Transformers: Revenge of the Fallen                   | Джуди Уитвики          |
| 2009      | мф | Монстры против овощей                 | Monsters vs. Aliens: Mutant Pumpkins from Outer Space | Уэнди Мерфи            |
| 2011      | с  | Закон и порядок: Преступное намерение | Law & Order: Criminal Intent                          | Стефани Миллер         |
| 2011      | ф  | Трансформеры 3: Тёмная сторона Луны   | Transformers: Dark of the Moon                        | Джуди Уитвики          |
| 2011      | с  | Схватка                               | Damages                                               | Донна Чейз             |
| 2012      | ф  | Привет, мне пора                      | Hello I Must Be Going                                 | Гвен Хаммер            |
| 2012      | мс | Пингвины из Мадагаскара               | The Penguins of Madagascar                            | Ма                     |
| 2012      | ф  | Линкольн                              | Lincoln                                               | Элизабет Блэр Ли       |
| 2012—2013 | с  | На старт                              | Go On                                                 | Энн                    |
| 2014      | с  | Сестра Джеки                          | Nurse Jackie                                          | Антуанетта Миллс       |
| 2015      | с  | Хорошая жена                          | The Good Wife                                         | Селма Краузе           |
| 2015      | тф | Очень мюрреевское Рождество           | A Very Murray Christmas                               | Бев                    |
| 2016      | с  | Ты — воплощение порока                | You’re the Worst                                      | доктор Табита Хиггинс  |
| 2017      | с  | Мужчина ищет женщину                  | Man Seeking Woman                                     | мама Люси              |
| 2018      | с  | Медики Чикаго                         | Chicago Med                                           | Тесса                  |
| 2018      | с  | Просто нет слов                       | Speechless                                            | Хелен                  |
| 2019      | с  | Последний кандидат                    | Designated Survivor                                   | Лоррейн Зиммер         |
| 2020      | с  | Миссис Америка                        | Mrs. America                                          | женщина                |